# 泽生藤
泽生藤（学名：Calamus palustris）为棕榈科省藤属下的一种。

## 扩展阅读
維基物種上的相關：泽生藤